# Anders Hallberg
För andra betydelser, se Anders Hallberg (olika betydelser).
Anders Rudolf Hallberg, född 29 april 1945 i Vetlanda, Jönköpings län (Småland), är en svensk läkemedelsforskare, professor och 2006–2011 universitetsrektor vid Uppsala universitet.

## Biografi
Hallberg genomförde sin grundutbildning vid Lunds universitet, där han avlade filosofisk ämbetsexamen 1969. Året därpå gick han på Lärarhögskolan i Malmö, avlade ämneslärarexamen och arbetade som lärare i ungdomsskolan 1970–1973.
Hallberg återvände till universitetet och Kemicentrum i Lund för att 1973–1979 bedriva forskning. I januari 1980 disputerade han i organisk kemi vid Lunds universitet på avhandlingen Methoxythiophenes and Related Systems. Efter ett halvår som forskare vid Nobel Kemi i Karlskoga genomförde han en post-doc-period vid University of Arizona, Tucson, Arizona, där han sedan fick tjänst som assistant professor 1981–1982. Vid återkomsten till Kemicentrum i Lund 1983 utnämndes han till docent.
Han erhöll anslag från Vetenskapsrådet (NFR) och stannade vid universitetet till 1986, då han tillträdde en chefstjänst inom läkemedelsbolaget AstraDraco i Lund. Så småningom blev han chef för Avdelningen för läkemedelskemi och först 1990 lämnade han näringslivet för att installeras som professor i läkemedelskemi vid Uppsala universitet. Därefter verkade han vid Uppsala biomedicinska centrum (BMC), men behöll kontakten med sitt gamla företag, numera Astra Zeneca, genom ett uppdrag som forskningsrådgivare.
Ett år efter ankomsten till Uppsala, 1991, blev Hallberg ämnesföreträdare för Avdelningen för organisk farmaceutisk kemi och 1992–1996 var han som forskningsdekan ansvarig för Farmaceutiska fakultetens forskning. Han verkade under många år som beredningsgruppsordförande i Vetenskapsrådet (NFR). Under perioden 2002-2005 var han stf vicerektor för Uppsala universitets medicinska och farmaceutiska vetenskapsområde, innan han 2005 tillträdde som dekanus för Farmaceutiska fakulteten.  Hallberg var från 1 juli 2006 rector magnificus för Uppsala universitet. Han efterträddes 1 januari 2012 av Eva Åkesson.

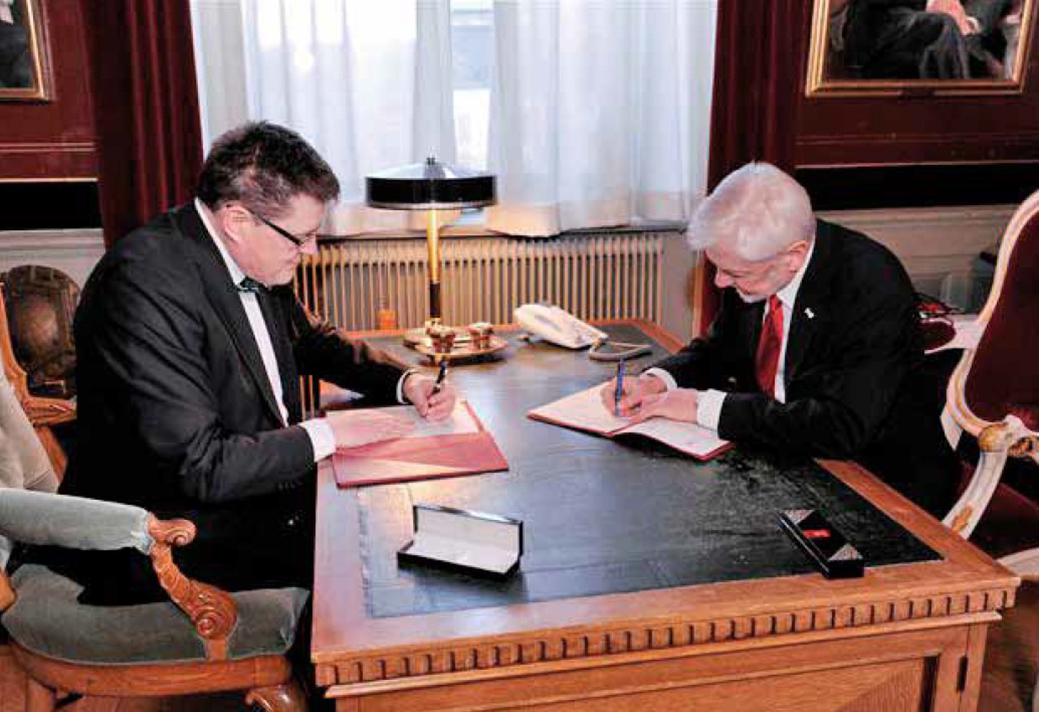
Anders Hallberg och Jörgen Tholin, dåvarande rektor för Högskolan på Gotland, undertecknar avsiktsförklaring om sammanslagning av Uppsala universitet och Högskolan på Gotland.

Som rektor initierade Hallberg 2007 Kvalitet och Förnyelse (KoF07), en omfattande internationell utvärdering av universitetets forskning som fyra år senare följdes av KoF11. Han tog 2008 initiativ till Uppsala universitets samarbete med Kungliga tekniska högskolan, Stockholms universitet och Karolinska institutet i syfte att bygga upp den idag omfattande biomedicinska centrumbildningen Science for Life Laboratory (SciLifeLab). Hallberg var också en av initiativtagarna till samarbetsorganisationen U4 Network som grundades 2008 och idag förenar flera europeiska universitet, samt till det internationella Matariki network of universities (MNU) som grundades 2010. År 2011 undertecknade Hallberg och Jörgen Tholin, dåvarande rektor för Högskolan på Gotland, en avsiktsförklaring om sammanslagning av Uppsala universitet och Högskolan på Gotland.
År 2009 promoverades Hallberg till medicine hedersdoktor vid Université de Sherbrooke, Kanada och år 2014 promoverades han till farmacie hedersdoktor vid Uppsala universitet. Sedan 2018 är han hedersdoktor i naturvetenskap och teknik vid Åbo Akademi  och blev 2019 hedersdoktor i medicin vid Hallym University, Sydkorea .
Hallbergs forskning har varit inriktad mot syntesutveckling, främst mikrovågskemi och metallorganisk katalys, bland annat utveckling av robusta palladium katalyserade reaktioner. Nya metoder har sedan använts för framställning av substanser riktade mot  malaria och infektionssjukdomar som HIV  och Hepatit C (HCV) men tänkbara framtida läkemedel mot helt andra sjukdomstillstånd framställs också. Således har unika substanser som påverkar vissa receptorer inom renin angiotensin systemet (RAS) syntetiserats och studerats ingående. Hallbergs forskningsgrupp tog fram den första angiotensin II typ 2 receptor (AT2R) agonisten som nått klinisk fas (C21, buloxibutid).  
Hallberg är grundare eller medgrundare till företag inom läkemedelsområdet, bland annat Vicore Pharma, och har ett 40-tal patent. Han är eller har varit ledamot av flera stiftelse- och läkemedelsföretagsstyrelser samt svenska och utländska universitetsstyrelser. Hallberg har författat fler än 290 artiklar publicerade i internationella vetenskapliga tidskrifter och har varit huvudhandledare för 29 doktorander fram till doktorsexamen.

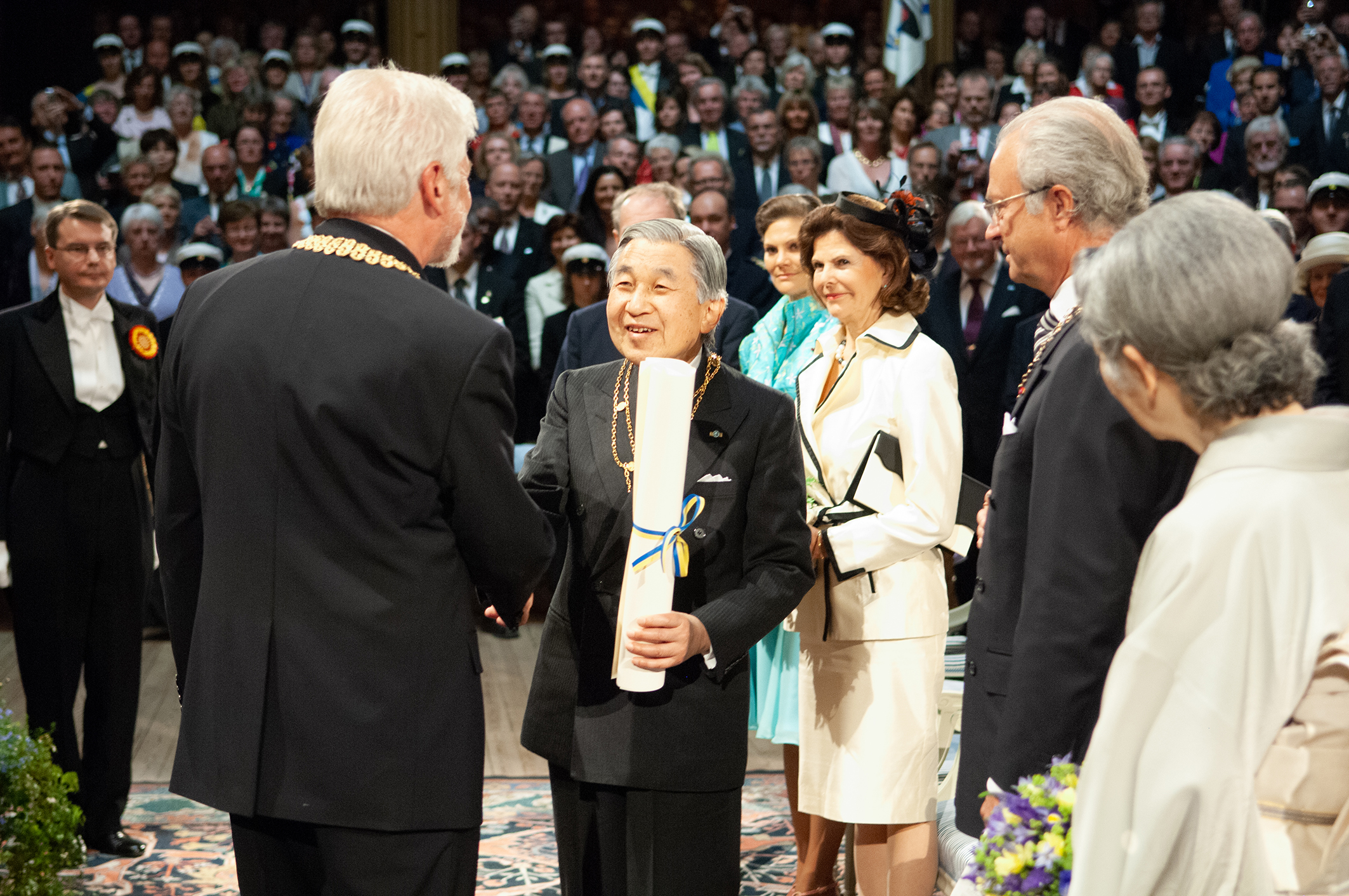
Anders Hallberg installerar H. M. Kejsar Akihito av Japan som Hedersmedlem av Uppsala universitet i samband med Linnéjubileet 2007.

Hallberg är ledamot av Kungliga Vetenskaps-Societeten i Uppsala (1994), Kungliga Vetenskapssamhället i Uppsala (2004), Kungliga Fysiografiska Sällskapet i Lund (2005), Kungliga Vetenskapsakademien (2006) och Kungliga Ingenjörsvetenskapsakademien (2007).
Anders Hallberg är son till skogsvårdskonsulenten Rudolf Hallberg och Anna-Lisa Hallberg, född Jonsson, och gift med tandläkaren Gunilla Hallberg, född Sartor. Sonen Mathias Hallberg är professor i molekylär beroendeforskning och dekan för Farmaceutiska fakulteten vid Uppsala universitet.

## Hedersdoktorat
- Doctor honoris causa (Medicin), Université de Sherbrooke, Kanada (2009)
- Doctor honoris causa (Farmaci), Uppsala universitet (2014)
- Doctor honoris causa (Naturvetenskap och teknik), Åbo Akademi, Finland (2018)
- Doctor honoris causa (Medicin), Hallym University, Korea (2019)

## Utmärkelser etc

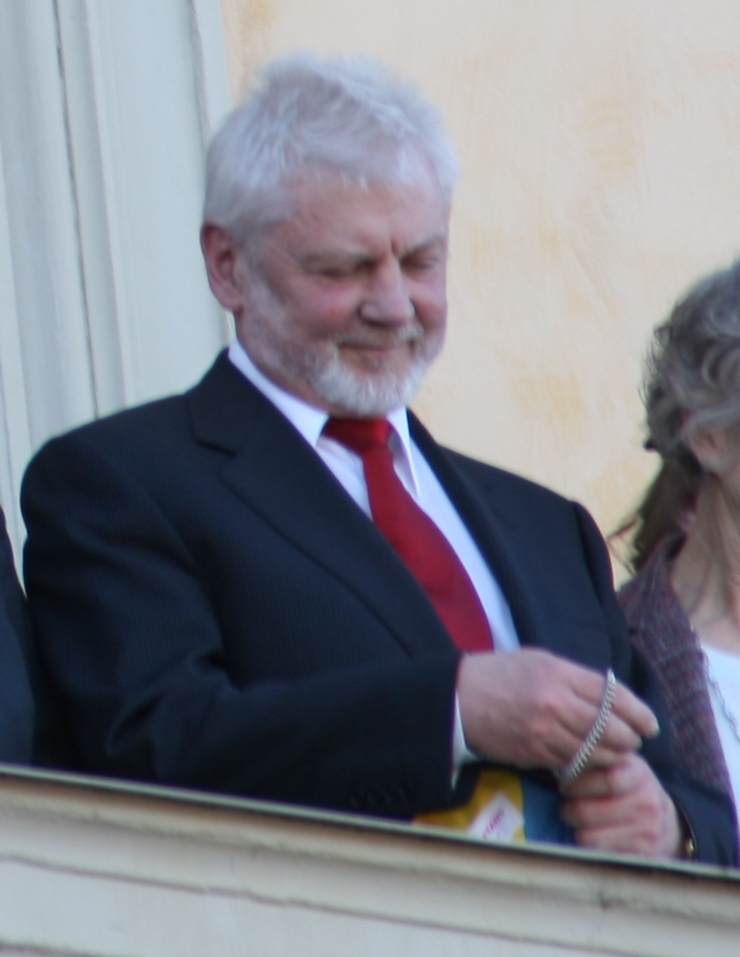
Rektor håller reda på tiden under Valborg 2009.

- Rudbeckmedaljen för utomordentligt framstående insatser inom vetenskapen, Uppsala universitet (2012)
- 1924 års Gustav Adolf-medalj, Uppsala universitet (2011)
- Landshövdingens förtjänstmedalj (2011)
- Förtjänstmedaljen, Uppsala universitets studentnationer (2011)
- Terra Mariana-korsets orden från Estlands president (2011)
- H M Konungens medalj 12:e storleken i serafimerordens band, (2008)[20]
- Pedagogiska Priset, Farmacevtiska Studentkåren (2006)
- Oscar Carlsson-medaljen, Svenska Kemistsamfundet (2005)
- Ulla och Stig Holmquists vetenskapliga pris i organisk kemi (2004)
- Särskilt framstående forskare, Stiftelsen för strategisk forskning (1998)
- Fabian Gyllenbergs Pris för bästa doktorsavhandling i kemi, Kungliga Fysiografiska Sällskapet i Lund (1981)

## Ledamotskap kungliga akademier och sällskap
- Kungliga Vetenskaps-Societeten i Uppsala (1994)
- Kungliga Vetenskapssamhället i Uppsala (2004)
- Kungliga Fysiografiska Sällskapet i Lund (2005)
- Kungliga Vetenskapsakademien (KVA) (2006)[21]
- Kungliga Ingenjörsvetenskapsakademien (IVA) (2007)[18]
- Kungliga Patriotiska Sällskapet (2009)

## Hedersmedlemskap
- Hedersmedlem i Smålands studentnation i Uppsala
- Hedersmedlem i Uplands studentnation i Uppsala
- Hedersmedlem i Gotland studentnation i Uppsala
- Hedersmedlem i Allmänna Sången
- Hedersmedlem i Uppsala University Jazz Orchestra
- Hedersmedlem i Orphei Drängar (OD)
- Hedersmedlem i Kungliga akademiska kapellet
- Hedersmedlem i Rotary International